# 蔡晋生
蔡晋生 (1962年—)，教授，主要从事漩涡稳定性的数值与理论分析方面的研究工作。入选中华人民共和国教育部2007年度"长江学者"特聘教授，曾就读于北京大学力学系。